# Jack Baldwin
Sir Jack Edward Baldwin (* 8. August 1938 in London; † 4. Januar 2020) war ein britischer Chemiker und Professor für Organische Chemie der Universität Oxford.

## Leben und Werk
Baldwin studierte am Imperial College in London und promovierte 1964 im Arbeitskreis des Nobelpreisträgers Sir Derek Barton über die Strukturaufklärung von Byssochlamsäure, eines charakteristischen Stoffwechselproduktes von Byssochlamys fulva. 1967 ging Baldwin an die Pennsylvania State University als Assistant Professor of Chemistry. Im Jahr 1970 wechselte er an das Massachusetts Institute of Technology (MIT), wo er 1971 Professor für Organische Chemie wurde. Die Jahre bis 1978 verbrachte er die meist am MIT, wo er seine bedeutendste Entdeckung, die Baldwin-Regeln für Ringschlussreaktionen veröffentlichte.
Die Royal Society of Chemistry zeichnete ihn 1973 mit der Corday-Morgan-Medaille aus. Fünf Jahre später wurde er als Fellow in die Royal Society aufgenommen und nahm einem Ruf auf die Stelle als Waynflete Professor of Chemistry am Magdalen College der Universität Oxford an, wo er 27 Jahre bis zu seiner Emeritierung im Jahr 2005 blieb. 1994 wurde Baldwin in die American Academy of Arts and Sciences gewählt, 1997 wurde er mit dem Ritterschlag zum Knight Bachelor geadelt. 1998 erhielt er den Robert Robinson Award, 1984 die Paul-Karrer-Medaille und 2008 die Sir Derek H. Barton Gold Medal. Er ist korrespondierendes Mitglied der Akademie der Wissenschaften zu Göttingen.
In Anerkennung seiner Arbeit über die Synthese und Biosynthese, besonders der β-Lactam-Antibiotika und der damit verbundenen biosynthetischen Problemen beim Studium der Enzymologie des Prozesses und der Ableitung der Kristallstruktur der Isopenicillin-N-Synthase wurde Baldwin mit der Leverhulme-Medaille ausgezeichnet.
Obwohl inzwischen emeritiert, war Baldwin noch mit einer Forschungsgruppe an der Universität Oxford aktiv. Der Forschungsschwerpunkt liegt dabei auf der sogenannten Biomimetischen Chemie.